# Eumorphus cyanescens thomsoni
Eumorphus cyanescens thomsoni es una subespecie de coleóptero de la familia Endomychidae.

## Distribución geográfica
Habita en Luzón (Filipinas).